# 미첼 텐페니
미첼 텐페니(영어: Mitchell Tenpenny, 1989년 8월 17일 ~ )는 테네시주 내슈빌 출신의 미국의 컨트리 팝 가수, 송라이터이다. 그는 라이저 하우스 레코드를 통해 3장의 정규 음반과 5장의 EP 음반을 발매했으며, 첫 번째는 2018년 12월에 발매된 Telling All My Secrets이다. 그는 2018년 컬럼비아 레코드 내슈빌에서 발매한 싱글 "Drunk Me"로 차트에 올랐다. 또한 그레인저 스미스와 함께 "If the Boot Fits"를 공동 작곡했으며, 이 곡은 컨트리 음악 라디오 방송에서 톱 10에 올랐다.